# Cenodagreutes
Cenodagreutes là một chi ốc biển, là động vật thân mềm chân bụng sống ở biển trong họ Conidae.

## Các loài
Các loài thuộc chi Cenodagreutes bao gồm:
- Cenodagreutes aethus Smith E. H., 1967[2]
- Cenodagreutes coccyginus Smith E. H., 1967[3]